# Warriors (Gary Numan)
Warriors è il settimo album discografico di Gary Numan, pubblicato dalla Beggars Banquet Records il 16 settembre 1983.
Nel 2002 è stato ristampato in CD con alcune tracce bonus aggiuntive.

## Tracce
(Musiche e testi di Gary Numan eccetto traccia 2 di Numan e John Webb)
1. Warriors – 5:50
2. I Am Render – 4:56
3. The Iceman Comes – 4:25
4. This Prison Moon – 3:18
5. My Centurion – 5:22
6. Sister Surprise – 8:29
7. The Tick Tock Man – 4:22
8. Love Is Like Clock Law – 4:00
9. The Rhythm of the Evening – 5:54

Tracce bonus ristampa 2002
1. Poetry and Power (lato b singolo Sister Surprise) – 4:25
2. My Car Slides (1) (lato b singolo Warriors) – 3:01
3. My Car Slides (2) (lato b singolo Warriors) – 4:42
4. Nameless and Forgotten – 5:02
5. Sister Surprise (single version) – 4:52
6. Warriors (full-length version) – 7:30

## Musicisti
- Gary Numan – voce, tastiere, chitarra
- Bill Nelson - chitarra, tastiere
- Rrussell Bell - chitarra
- Joe Hubbard – basso fretless, chitarra
- Cedric Sharpley - batteria